# 竹本恵
竹本 恵（たけもと めぐみ、1981年1月12日 - ）は、かつて東京大学野球部に在籍した日本の大学野球女性選手。千葉県出身。

## 来歴・人物
幼少時より野球に親しみ、中学、高校ではソフトボール部でプレーしていたこともある。
宮城第一女子高校、新潟県立新潟高等学校から1999年、現役で東京大学文科2類へ進学し、野球部に入部。東京六大学野球連盟史上初の日本人女性選手となる。野球部の同期に、早大で野球部在籍経験があり、東大への入部を巡って話題となった加治佐平がいる。
左のアンダースローで、層の薄い東大では多少なりとも出番に恵まれた。同年秋季新人戦において初登板、2001年春季リーグ戦・対慶大1回戦（4月14日）で、日本人女性選手初出場となる登板を果たした（女性選手としての出場はジョディ・ハーラー（明大）に次いで2人目）。また、同年5月28日の対明大2回戦では小林千紘との女性同士の先発が実現し、注目を集めた。リーグ戦通算成績は4試合登板、0勝1敗、防御率9.00。
この活躍から、KONAMIより発売されている野球ゲームパワフルプロ野球シリーズに登場する女性選手早川あおいのモデルにもなった。ちなみに、両者の投球フォームは共にアンダースローだが、竹本は左投げ、早川あおいは右投げと、利き腕が異なる。
2003年、教育学部を卒業。その後バイクで世界を巡る旅に出る。2006年帰国し、2007年には東京大学公共政策大学院へ進学、その後日本経済新聞社に入社。2018年3月に退社し、同9月にスペインのESADEビジネススクールに入学。